# Chamaedorea frondosa
Chamaedorea frondosa là loài thực vật có hoa thuộc họ Arecaceae. Loài này được Hodel, Cast.Mont & Zúñiga mô tả khoa học đầu tiên năm 1995.